# Унемисль (Західнопоморське воєводство)
Унемисль (пол. Uniemyśl) — село в Польщі, у гміні Полиці Полицького повіту Західнопоморського воєводства.
Населення — 369 осіб (2011).

## Демографія
Демографічна структура станом на 31 березня 2011 року:
|          | Загалом | Допрацездатний вік | Працездатний вік | Постпрацездатний вік |
| -------- | ------- | ------------------ | ---------------- | -------------------- |
| Чоловіки | 180     | 31                 | 133              | 16                   |
| Жінки    | 189     | 28                 | 125              | 36                   |
| Разом    | 369     | 59                 | 258              | 52                   |